# Bolivie aux Jeux olympiques d'été de 1972
La Bolivie participe aux Jeux olympiques d'été de 1972 qui se déroulent du 26 août au 10 septembre 1972 à Munich en Allemagne. Il s'agit de sa quatrième participation à des Jeux d'été. La délégation bolivienne est représentée par des athlètes en athlétisme, équitation et en tir.
La Bolivie fait partie des pays qui ne remportent pas de médaille au cours de cet évènement sportif.

## Résultats

### Athlétisme
Hommes
| Athlète         | Épreuve  | Séries   | Séries  | Quarts de finale | Quarts de finale | Demi-finales | Demi-finales | Finale          | Finale |
| Athlète         | Épreuve  | Résultat | Rang    | Résultat         | Rang             | Résultat     | Rang         | Résultat        | Rang   |
| --------------- | -------- | -------- | ------- | ---------------- | ---------------- | ------------ | ------------ | --------------- | ------ |
| Lionel Caero    | 100 m    | 11 s 19  | 7e (NQ) | NC               | NC               | NC           | NC           | NC              | NC     |
| Ricardo Condori | Marathon | NC       | NC      | NC               | NC               | NC           | NC           | 2 h 56 min 11 s | 58e    |
| Crispin Quispe  | Marathon | NC       | NC      | NC               | NC               | NC           | NC           | 3 h 07 min 22 s | 61e    |
| Juvenal Rocha   | Marathon | NC       | NC      | NC               | NC               | NC           | NC           | Abandon         | /      |

### Equitation
Hommes
| Athlète               | Épreuve | Finale   | Finale |
| Athlète               | Épreuve | Résultat | Rang   |
| --------------------- | ------- | -------- | ------ |
| Roberto Nielsen-Reyes | ???     | ??       | ??     |

### Tir
Hommes
| Athlète            | Épreuve              | Finale   | Finale |
| Athlète            | Épreuve              | Résultat | Rang   |
| ------------------ | -------------------- | -------- | ------ |
| Jaime Sánchez      | Pistolet à 50 m      | 531 pts  | 39e    |
| Fernando Inchauste | Carabine couché 50 m | 580 pts  | 86e    |
| Eduardo Arroyo     | Carabine couché 50 m | 575 pts  | 94e    |
| Armando Salvietti  | Fosse olympique      | 179 pts  | 36e    |
| Ricardo Roberts    | Fosse olympique      | 156 pts  | 54e    |
| Carlos Asbun       | Skeet                | 162 pts  | 59e    |
| Armando Salvietti  | Skeet                | 161 pts  | 60e    |